# 果位
果位，或称聖果、道果，即修行位階，为佛教中因修行的缘故而达到的程度，是修行的結果和驗證，是證量的一種，也是出世間悉地成就的一種，屬於四法寶的教、理、行、果之一的“果”。

## 聲聞乘和緣覺乘
聲聞乘的果位爲四向四果，“四沙門果”在《阿含經》等佛經中的定義是：
- 須陀洹（羅馬化：Srotāpanna），又譯為預流、入流，是佛教中最初的修行位階，為初果聖者。
- 斯陀含（羅馬化：Sakridāgāmin），意为一还果，是第二階成果成效，因此也稱為二果。
- 阿那含（羅馬化：Anāgāmin），意为「不來」或「不還」之義，聲聞第三果。謂不再來，又稱不还果。
- 阿羅漢（羅馬化：Arhat），方斷盡見思煩惱而永脫輪迴[3]，也叫無學、應供等。

聲聞乘中，只有阿羅漢證得無餘涅槃，故其是依照正法修行證果的“圣者”。此外，“四向”義爲修行達到「加行位（得到自我見證的量級）」，但未及「證果（得到自我實證的量級）」，正在向此「修證（自我實證）」。证得初果若不退转，必然会证得阿罗汉果；如在須陀洹果之前者爲須陀洹向，證須陀洹果、而在斯陀含果之前者爲斯陀含向，以此類推。
緣覺乘有兩種。大乘佛教認為，在無佛出世的年代，性好寂靜或行頭陀，因為前世聽法修行的緣故，今世沒有聽聞佛法而能獨自以因緣觀智慧，進而修行，并自悟證果，此果位即“辟支佛果”，漢譯爲“獨覺”；而在聽佛教導的情形下，能觀察思維而得道者，稱爲“緣覺”，許多聲聞乘弟子聽佛悟道，故也可叫緣覺，如緣覺阿羅漢之稱即是。

### 說一切有部三階位
有部提出見道、修道、无學道三個階位。見道等於入須陀洹，修道即須陀洹至阿羅漢果向，無學道即阿羅漢果（阿羅漢又叫無學）。

## 菩萨乘

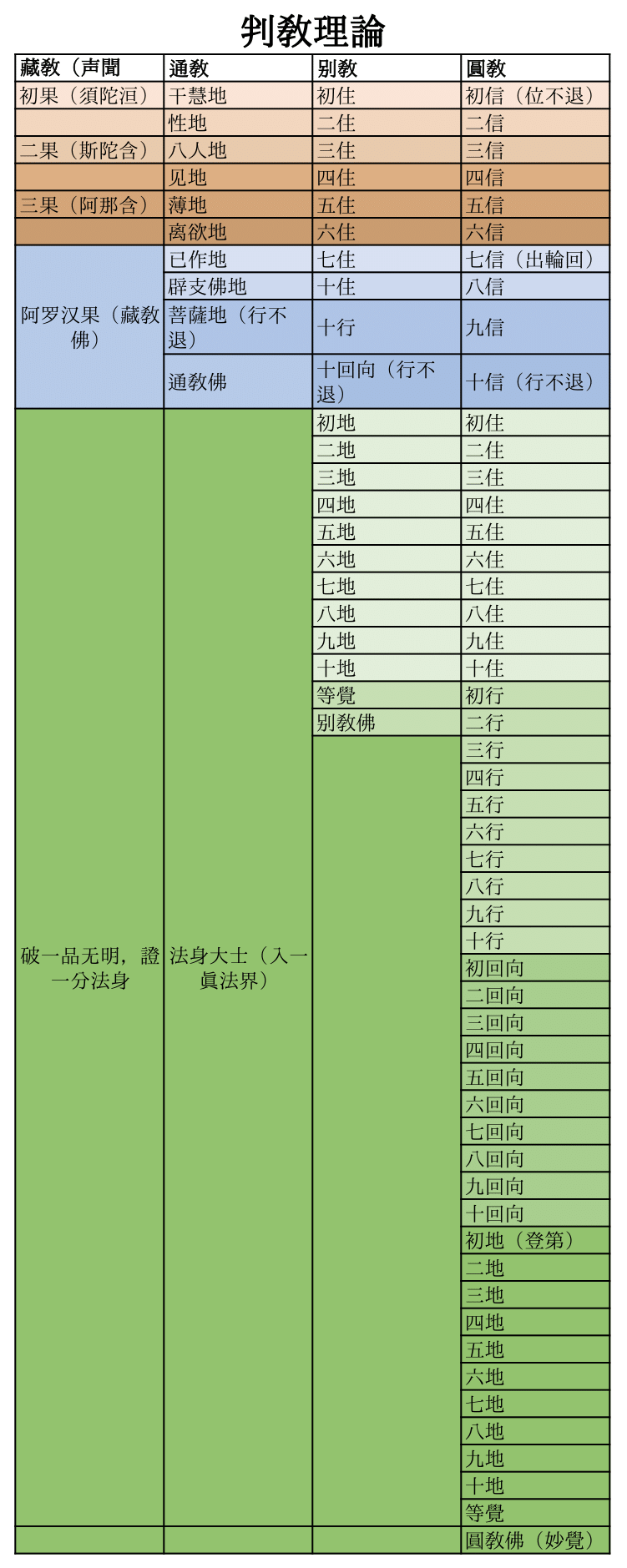

在大乘佛教中，按天台宗判教理論，菩薩行的果位有五十二位的說法，即十信、十住、十行、十迴向、十地及等覺與妙覺。其中，初信等于须陀洹果，三信等于斯陀含果，五信等于阿那含果，从七信位起便是四向四果中的阿罗汉果；妙覺佛位爲無上正等正覺佛陀，即是一般所說的成就佛果、取正覺、成佛等。
在金剛乘，修行密法能證得法身佛果，但不完全同於一般顯教所言的正等正覺佛。